# Hotemež
Hotemež – wieś w Słowenii, w gminie Radeče. W 2018 roku liczyła 82 mieszkańców.